# Carolina Kostner
Carolina Kostner (Bolzano, 8 de fevereiro de 1987) é uma patinadora artística italiana. Foi medalha de ouro no campeonato do mundo de 2012 e campeã da Europa em 2007, 2008, 2010, 2012 e 2013. Nas épocas de 2007–08 e 2008–09 consagrou-se medalhista de bronze do Grand Prix. Em janeiro de 2010, foi classificada como segunda melhor do mundo. Atualmente está trabalhando no Winx on Ice.

## Vida pessoal
Carolina Kostner nasceu em Bolzano e vive em Ortisei. Começou a patinar com 4 anos.

## Suspensão
Em janeiro de 2015, Kostner foi punida com suspensão de 16 meses da patinação artística pelo tribunal antidopagem da Itália por ter encobrido o seu ex-noivo Alex Schwazer sancionado por doping antes dos Jogos Olímpicos de Verão de 2012. Ela apelou ao Tribunal Arbitral do Esporte (TAS) considerando que não cometeu nenhuma infração do regulamento antidopagem. Em 5 de outubro de 2015, o Tribunal Arbitral do Esporte (TAS) concordou com o aumento para 21 meses de suspensão proposto pela agência ante dopagem italiana, porém o início da suspensão para 1 de abril de 2014, assim sendo Kostner poderá regressar as competições a partir de 1 de janeiro de 2016.

## Principais resultados
| Resultados | Resultados      | Resultados    | Resultados        | Resultados       | Resultados        | Resultados        | Resultados      | Resultados        | Resultados        | Resultados       | Resultados        | Resultados       | Resultados       | Resultados        | Resultados        | Resultados        | Resultados      | Resultados    |
| Internacional | Internacional   | Internacional | Internacional     | Internacional    | Internacional     | Internacional     | Internacional   | Internacional     | Internacional     | Internacional    | Internacional     | Internacional    | Internacional    | Internacional     | Internacional     | Internacional     | Internacional   | Internacional |
| Evento/Temporada | 2000– 2001      | 2001– 2002    | 2002– 2003        | 2003– 2004       | 2004– 2005        | 2005– 2006        | 2006– 2007      | 2007– 2008        | 2008– 2009        | 2009– 2010       | 2010– 2011        | 2011– 2012       | 2012– 2013       | 2013– 2014        |                   | 2016– 2017        | 2017– 2018      | 2018– 2019    |
| --- | --------------- | ------------- | ----------------- | ---------------- | ----------------- | ----------------- | --------------- | ----------------- | ----------------- | ---------------- | ----------------- | ---------------- | ---------------- | ----------------- | ----------------- | ----------------- | --------------- | ------------- |
| Jogos Olímpicos |                 |               |                   |                  |                   | 9.ª               |                 |                   |                   | 16.ª             |                   |                  |                  | Medalha de bronze |                   | 5.ª               |                 |               |
| Campeonato Mundial |                 |               | 10.ª              | 5.ª              | Medalha de bronze | 12.ª              | 6.ª             | Medalha de prata  | 12.ª              | 6.ª              | Medalha de bronze | Medalha de ouro  | Medalha de prata | Medalha de bronze | 6.ª               | 4.ª               |                 |               |
| Campeonato Europeu |                 |               | 4.ª               | 5.ª              | 7.ª               | Medalha de bronze | Medalha de ouro | Medalha de ouro   | Medalha de prata  | Medalha de ouro  | Medalha de prata  | Medalha de ouro  | Medalha de ouro  | Medalha de bronze | Medalha de bronze | Medalha de bronze |                 |               |
| GP Grand Prix Final |                 |               |                   |                  |                   |                   |                 | Medalha de bronze | Medalha de bronze |                  | Medalha de prata  | Medalha de ouro  |                  |                   |                   | 4.ª               |                 |               |
| GP Cup of China |                 |               |                   |                  |                   |                   |                 | Medalha de bronze |                   | 6.ª              |                   | Medalha de ouro  |                  | Medalha de bronze |                   |                   |                 |               |
| GP Grand Prix de Helsinque |                 |               |                   |                  |                   |                   |                 |                   |                   |                  |                   |                  |                  |                   |                   |                   | WD              |               |
| GP Internationaux de France |                 |               |                   |                  | Medalha de prata  |                   |                 |                   |                   | 6.ª              |                   | Medalha de prata |                  |                   |                   |                   | WD              |               |
| GP NHK Trophy |                 |               |                   |                  |                   | 6.ª               |                 | Medalha de ouro   |                   |                  | Medalha de ouro   |                  |                  |                   |                   | Medalha de prata  |                 |               |
| GP Rostelecom Cup |                 |               |                   | Medalha de prata | 7.ª               |                   |                 |                   | Medalha de ouro   |                  |                   |                  |                  | Medalha de prata  |                   | Medalha de prata  |                 |               |
| GP Skate America |                 |               |                   | 9.ª              |                   |                   |                 |                   |                   |                  | Medalha de bronze | Medalha de prata |                  |                   |                   |                   |                 |               |
| GP Skate Canada International |                 |               |                   |                  | 5.ª               | 7.ª               |                 |                   | 4.ª               |                  |                   |                  |                  |                   |                   |                   |                 |               |
| CS Finlandia Trophy |                 |               |                   |                  |                   |                   |                 |                   |                   |                  |                   |                  |                  |                   |                   | Medalha de prata  |                 |               |
| CS Golden Spin of Zagreb |                 |               |                   |                  |                   |                   |                 |                   |                   |                  |                   |                  |                  |                   | Medalha de ouro   |                   |                 |               |
| CS Lombardia Trophy |                 |               |                   |                  |                   |                   |                 |                   |                   |                  |                   |                  |                  |                   |                   | Medalha de bronze |                 |               |
| Bofrost Cup on Ice |                 |               |                   | 4.ª              |                   |                   |                 |                   |                   |                  |                   |                  |                  |                   |                   |                   |                 |               |
| Campeonato Nórdico |                 |               |                   |                  |                   |                   |                 |                   |                   |                  |                   |                  |                  |                   | Medalha de ouro   |                   |                 |               |
| Finlandia Trophy |                 |               |                   | 4.ª              |                   |                   |                 | Medalha de bronze |                   |                  |                   |                  |                  |                   |                   |                   |                 |               |
| Gardena Spring Trophy |                 | 4.ª           |                   |                  |                   |                   |                 |                   |                   |                  | Medalha de ouro   |                  |                  |                   |                   |                   |                 |               |
| Golden Spin of Zagreb |                 |               |                   |                  |                   |                   |                 |                   |                   |                  |                   |                  | Medalha de ouro  |                   |                   |                   |                 |               |
| International Challenge Cup |                 |               |                   |                  |                   |                   |                 |                   |                   |                  |                   | Medalha de ouro  | Medalha de ouro  |                   |                   |                   |                 |               |
| Karl Schäfer Memorial |                 |               |                   |                  |                   |                   |                 |                   | Medalha de ouro   |                  |                   |                  |                  |                   |                   |                   |                 |               |
| Merano Cup |                 |               |                   |                  |                   |                   |                 |                   |                   | Medalha de ouro  |                   |                  |                  |                   |                   |                   |                 |               |
| Nebelhorn Trophy |                 |               | Medalha de ouro   |                  |                   |                   |                 | Medalha de ouro   |                   |                  |                   |                  |                  |                   |                   |                   |                 |               |
| Ondrej Nepela Trophy |                 |               | Medalha de ouro   |                  |                   |                   |                 |                   |                   |                  |                   |                  |                  |                   |                   |                   |                 |               |
| Internacional – Júnior |                 |               |                   |                  |                   |                   |                 |                   |                   |                  |                   |                  |                  |                   |                   |                   |                 |               |
| Evento/Temporada | 2000– 2001      | 2001– 2002    | 2002– 2003        | 2003– 2004       | 2004– 2005        | 2005– 2006        | 2006– 2007      | 2007– 2008        | 2008– 2009        | 2009– 2010       | 2010– 2011        | 2011– 2012       | 2012– 2013       | 2013– 2014        |                   | 2016– 2017        | 2017– 2018      | 2018– 2019    |
| Campeonato Mundial Júnior | 11.ª            | 10.ª          | Medalha de bronze |                  |                   |                   |                 |                   |                   |                  |                   |                  |                  |                   |                   |                   |                 |               |
| JGP JGP Final |                 |               | Medalha de prata  |                  |                   |                   |                 |                   |                   |                  |                   |                  |                  |                   |                   |                   |                 |               |
| JGP JGP Alemanha | 7.ª             |               |                   |                  |                   |                   |                 |                   |                   |                  |                   |                  |                  |                   |                   |                   |                 |               |
| JGP JGP China |                 |               | 4.ª               |                  |                   |                   |                 |                   |                   |                  |                   |                  |                  |                   |                   |                   |                 |               |
| JGP JGP França |                 |               | Medalha de ouro   |                  |                   |                   |                 |                   |                   |                  |                   |                  |                  |                   |                   |                   |                 |               |
| JGP JGP Itália |                 | 6.ª           |                   |                  |                   |                   |                 |                   |                   |                  |                   |                  |                  |                   |                   |                   |                 |               |
| JGP JGP Noruega | 9.ª             |               |                   |                  |                   |                   |                 |                   |                   |                  |                   |                  |                  |                   |                   |                   |                 |               |
| JGP JGP Polônia |                 | 4.ª           |                   |                  |                   |                   |                 |                   |                   |                  |                   |                  |                  |                   |                   |                   |                 |               |
| Dragon Trophy |                 |               | Medalha de ouro   |                  |                   |                   |                 |                   |                   |                  |                   |                  |                  |                   |                   |                   |                 |               |
| Nacional |                 |               |                   |                  |                   |                   |                 |                   |                   |                  |                   |                  |                  |                   |                   |                   |                 |               |
| Campeonato Italiano |                 |               | Medalha de ouro   | Medalha de prata | Medalha de ouro   | Medalha de ouro   | Medalha de ouro | WD                | Medalha de ouro   | Medalha de prata | Medalha de ouro   | WD               | Medalha de ouro  |                   |                   | Medalha de ouro   | Medalha de ouro |               |
| Campeonato Italiano – Júnior | Medalha de ouro |               |                   |                  |                   |                   |                 |                   |                   |                  |                   |                  |                  |                   |                   |                   |                 |               |
| Equipes |                 |               |                   |                  |                   |                   |                 |                   |                   |                  |                   |                  |                  |                   |                   |                   |                 |               |
| Jogos Olímpicos |                 |               |                   |                  |                   |                   |                 |                   |                   |                  |                   |                  |                  | 4.ª 4T/2P         |                   |                   | 4.ª 4T/2P       |               |
| Troféu Mundial por Equipes |                 |               |                   |                  |                   |                   |                 |                   |                   |                  |                   | 6.ª 6T/2P        |                  |                   |                   |                   |                 |               |
| |                 |               |                   |                  |                   |                   |                 |                   |                   |                  |                   |                  |                  |                   |                   |                   |                 |               |
| Legenda: GP = Grand Prix; CS = Challenger Series; JGP = Grand Prix Júnior; WD = Abandonou; T = Posição da equipe; P = Posição individual; Competição não foi disputada nesta temporada; Competição não fez parte do GP/CS<; Competição fez parte do GP/CS |                 |               |                   |                  |                   |                   |                 |                   |                   |                  |                   |                  |                  |                   |                   |                   |                 |               |